# Michael Haus
Michael Haus (* 1970) ist ein deutscher Politikwissenschaftler. Er ist Professor für Moderne Politische Theorie am Institut für Politische Wissenschaft der Ruprecht-Karls-Universität Heidelberg.

## Leben und akademischer Werdegang
Haus studierte von 1991 bis 1997 an der Johann Wolfgang Goethe-Universität Frankfurt am Main und an der Ruprecht-Karls-Universität Heidelberg Politikwissenschaft, Soziologie und Philosophie. 1997 erhielt er in diesen drei Fächern seinen Magisterabschluss. 1999 wurde Haus mit einer Arbeit zur politischen Philosophie Michael Walzers an der Ruprecht-Karls-Universität Heidelberg bei dem renommierten Politologen Klaus von Beyme zum Dr. phil. promoviert.
Nachdem Haus von 1998 bis 2000 als wissenschaftlicher Mitarbeiter an der Pädagogischen Hochschule Heidelberg tätig gewesen ist, war er von 2001 bis 2009 wissenschaftlicher Assistent des Politologen Hubert Heinelt an seinem Lehrstuhl für Staatstätigkeit (Public Policy), Verwaltungswissenschaft und lokale Politikforschung an der Technischen Universität Darmstadt. In dieser Zeit war er als Gastforscher an der Universität Göteborg und vertrat mehrere politikwissenschaftliche Professuren an der Pädagogischen Hochschule Heidelberg, der Leuphana Universität Lüneburg und der Universität Heidelberg.
Nach seiner Habilitation mit dem Titel „Transformation des Regierens und Herausforderungen der Institutionenpolitik“ an der Technischen Universität Darmstadt wurde er 2009 zum Professor für Politische Theorie im Fachbereich Gesellschaftswissenschaften an die Universität Kassel berufen. Bis 2012 forschte und lehrte Haus in Kassel, bis er zum Sommersemester 2012 auf die Professur für Moderne Politische Theorie am Institut für Politikwissenschaft der Ruprecht-Karls-Universität Heidelberg wechselte.
Zu Michael Haus' Forschungsschwerpunkten gehören Politische Theorie, insb. Theorien der Demokratie und der sozialen Gerechtigkeit, ideengeschichtliche Forschung des Kommunitarismus, interpretative Politikwissenschaft und Diskursforschung, Fragen der Staatlichkeit, insb. der Theorie und Wandel des Wohlfahrtsstaates, und lokale Politikforschung bzw. Stadtpolitik.
Haus gehört zu den renommiertesten Experten des Kommunitarismus (insb. der Werke von Michael Walzer, Charles Taylor und Alasdair MacIntyre) innerhalb der deutschsprachigen Politikwissenschaft und der Politischen Philosophie. In den letzten Jahren hat er sich verstärkt den Themen Politische Theorie der Stadt sowie Politische Theorie und kritische Medienkompetenz gewidmet, wobei hier insbesondere die kritische Filmanalyse im Zentrum steht. Des Weiteren ist Haus seit 2020 Ko-Direktor der Heidelberg School of Education (HSE), die die Weiterentwicklung der Lehrerbildung am Standort Heidelberg in Kooperation von Universität und Pädagogischer Hochschule zur Aufgabe hat.

## Veröffentlichungen (Auswahl)

### Monographien
- Die politische Philosophie Michael Walzers. Kritik, Gemeinschaft, Gerechtigkeit. Wiesbaden: Westdeutscher Verlag, 2000, ISBN 978-3-531-13512-0.
- Kommunitarismus. Einführung und Analyse. Wiesbaden: Westdeutscher Verlag, 2003, ISBN 978-3-531-13662-2.
- Partizipation und Führung in der lokalen Politik. Baden-Baden: Nomos, 2005 (zusammen mit Björn Egner, Hubert Heinelt und Christine König), ISBN 978-3-8329-1630-5.
- Transformation des Regierens und Herausforderungen der Institutionenpolitik. Baden-Baden: Nomos, 2010, ISBN 978-3-8329-5528-1.
- Middle Class and Welfare State. Making Sense of an Ambivalent Relationship. London, New York: Routledge 2020 (zusammen mit Marlon Barbehön und Marilena Geugjes) ISBN 978-1-032-47464-9.
- Grundlagen der Politischen Theorie. Ein Überblick. Wiesbaden: VS Springer, 2023, ISBN 978-3-658-41175-6.

### Herausgeberschaften
- Politikwissenschaft trifft Politikdidaktik. Stand und Perspektiven der politikwissenschaftlichen Lehrerbildung. Wiesbaden: Springer VS 2022 (zusammen mit Hans-Jürgen Bieling, Benjamin Ewert, Monika Oberle und Alexander Wohnig), ISBN 978-3-658-36828-9.
- Politische Theorie und Gesellschaftstheorie. Zwischen Erneuerung und Ernüchterung. Schriftenreihe der Sektion Politische Theorie und Ideengeschichte der DVPW, Band 32, Nomos: Baden-Baden 2016 (zusammen mit Sybille De La Rosa), ISBN 978-3-8487-1116-1.
- Städte unterscheiden lernen. Zur Analyse interurbaner Kontraste: Birmingham, Dortmund, Frankfurt, Glasgow, Frankfurt/Main. Campus: Frankfurt a. M./New York 2014 (zusammen mit Sybille Frank, Petra Gehring und Julika Griem), ISBN 978-3-593-50211-3.
- Lokale Politik und Verwaltung im Zeichen der Krise?. Springer VS: Wiesbaden 2013 (zusammen mit Sabine Kuhlmann), ISBN 978-3-531-18640-5.
- Regieren. Festschrift für Hubert Heinelt. Springer VS: Wiesbaden 2012 (zusammen mit Björn Egner und Georgios Terizakis), ISBN 978-3-531-19792-0.
- Mittelschichten und Wohlfahrtsstaaten – Eine Beziehung in der Krise?. Themenschwerpunkt Sozialer Fortschritt, Jg. 60, Heft 12, 2011 (zusammen mit Wolfram Lamping), ISSN 0038-609X.
- Stadtumbau komplex: Governance, Planung, Prozess, Darmstadt. Schader Stiftung: Darmstadt 2010 (zusammen mit Matthias Bernt und Tobias Robischon), ISBN 978-3-932736-32-2.
- Institutionenwandel lokaler Politik in Deutschland. Zwischen Innovation und Beharrung. VS Verlag: Wiesbaden 2005, ISBN 978-3-531-14629-4.
- Urban Governance and Democracy: Leadership and Community Involvement. Routledge: London 2005 (zusammen mit Hubert Heinelt und Murray Stewart), ISBN 978-0-415-45979-2.
- Bürgergesellschaft, soziales Kapital und lokale Politik. Theoretische Analysen und empirische Befunde. Stadtforschung aktuell Bd. 86, Leske+Budrich: Opladen 2002, ISBN 978-3-8100-3424-3.

### Aufsätze
- Towards a Political Reading of Film. Bringing together Critical Media Literacy and Political Theory, in: heiEDUCATION Journal, Nr. 10 (2023), 91–110.
- Drei Quellen politischen Handelns, in A. Wohnig und P. Zorn (Hrsg.): Neutralität ist keine Lösung. Politik, Bildung – politische Bildung. Bonn (Bundeszentrale für politische Bildung) 2022, 329–340.
- Jenseits von Souveränität und Territorialität: Überlegungen zu einer politischen Theorie der Stadt, in: Zeitschrift für Praktische Philosophie 2021, Bd. 8, Nr. 1, S. 253–278 (zusammen mit Marlon Barbehön).
- Equality beyond Liberal Egalitarianism: Walzer's Contribution to the Theory of Justice, in: Knoll, Manuel / Snyder, Stephen / Simsek, Nurdane (Hrsg.): New Perspectives on Distributive Justice. Berlin/Boston (De Gruyter) 2018, S. 71–89.
- Alasdair MacIntyre, in: Reese-Schäfer, Walter: Handbuch Kommunitarismus, Bd. 1. Wiesbaden (Springer VS / Springer Reference Geisteswissenschaften) 2018, S. 1–20.
- Benjamin Barber: Starke Demokratie (1984), in: Brocker, Manfred (Hrsg.): Geschichte des politischen Denkens. Das 20. Jahrhundert. Berlin (Suhrkamp) 2018, S. 679–693.
- No Freedom without Exodus – no Exodus without Spirituality? Reflections on Michael Walzer's Politics of Exodus, in: Kühnlein, Michael (Hrsg.): Exodus, Exilpolitik und Revolution. Zur Politischen Theologie Michael Walzers, Tübingen (Mohr Siebeck) 2017, S. 305–327.
- Die zwei Gesichter des Alasdair MacIntyre und der revolutionäre Aristotelismus, in: Kühnlein, Michael / Lutz-Bachmann, Matthias (Hrsg.): Vermisste Tugend? Zur Philosophie Alasdair MacIntyres, Wiesbaden (Berlin University Press) 2015, S. 330–360.
- Zivilgesellschaft, Stadt und Wandel des Regierens. Zwischen utopischen Hoffnungen und neuen Horizonten, in: Schambach, Sigrid (Hrsg.): Stadt und Zivilgesellschaft. 250 Jahre Patriotische Gesellschaft von 1765 für Hamburg, Göttingen (Wallstein) 2015, S. 185–215.
- Komplexe Gleichheit – Wie egalitär ist Walzers Gerechtigkeitstheorie?, in: Knoll, Manuel / Spieker, Michael (Hrsg.): Michael Walzer. Sphären der Gerechtigkeit. Ein kooperativer Kommentar, Reihe Staatsdiskurse, Band 29, Stuttgart (Franz-Steiner) 2014, S. 27–50.
- Zwischen Bewährung und Abwärtsspirale. Taylor über Demokratie, Bürgerbeteiligung und Zivilgesellschaft, in: Bohmann, Ulf (Hrsg.): Wie wollen wir leben? Das politische Denken und Staatsverständnis von Charles Taylor, Baden-Baden (Nomos) 2014, S. 221–245.
- Zuviel des Guten? Joas’ Darstellung der Menschenrechte im Lichte kommunitaristischer Ideen, in: Große Kracht, Hermann-Josef (Hrsg.): Der moderne Glaube an die Menschenwürde. Philosophie, Soziologie und Theologie im Gespräch mit Hans Joas, Bielefeld (transcript) 2014, S. 65–79.
- Mirror of the state or independent image? – Conceptual perspectives on the question of a legitimacy shift to the output dimension in local democracy, in: Urban Research & Practice, Vol. 7 (2), 2014, S. 123–136.
- Blockierter Tausch – befreite Gerechtigkeit? Walzer und die Tyrannei des Geldes, in: Nusser, Karl-Heinz (Hrsg.): Freiheit, soziale Güter und Gerechtigkeit. Michael Walzers Staats- und Gesellschaftsverständnis, Baden-Baden (Nomos) 2012, S. 59–88.
- Charles Taylor und Michael Walzer. Flüchtige Begegnungen, tiefe Verbundenheit?, in: Kühnlein Michael/Lutz-Bachmann, Matthias (Hrsg.): Unerfüllte Moderne? Neue Perspektiven auf das Werk von Charles Taylor, Frankfurt am Main (Suhrkamp) 2011, S. 185–214.
- Wie viel Religion braucht der Kommunitarismus?, in: Kühnlein, Michael (Hrsg.): Kommunitarismus und Religion, Berlin (Akademie Verlag), zugleich Deutsche Zeitschrift für Philosophie, Sonderbd. 25, 2010, S. 39–56.